# Servicio Nacional de Pesca y Acuicultura
El Servicio Nacional de Pesca y Acuicultura (Sernapesca) es un organismo público chileno dependiente del Ministerio de Economía, Fomento y Turismo, y cuya misión es fiscalizar el cumplimiento de las normas pesqueras y de acuicultura, proveer servicios para facilitar su correcta ejecución y realizar una gestión sanitaria eficaz, a fin de contribuir a la sustentabilidad del sector y a la protección de los recursos hidrobiológicos y su medio ambiente. Desde febrero de 2023 el servicio es dirigido por la ingeniera pesquera María Soledad Tapia, actuando bajo el gobierno de Gabriel Boric.
Para cumplir con su misión el servicio cuenta, a nivel nacional, con una dotación cercana a las 900 personas, entre planta y contrata (47.6% mujeres y 52.4% hombres) que se distribuyen en las 16 regiones del país a través de 46 oficinas provinciales que incluyen 2 insulares. Así mismo, al 2021, cuenta con un presupuesto aproximado de $ 38.000 millones (incluido el Fondo de Fomento para la Pesca Artesanal). Del monto total asignado, un 65.8% correspondió a la entrega de sus productos estratégicos.

## Historia
El Servicio Nacional de Pesca fue creado el 29 de diciembre de 1978 por la dictadura militar del general Augusto Pinochet, mediante el Decreto Ley 2442, el cual también estableció las funciones y atribuciones de la Subsecretaría de Pesca, y creó el Consejo Nacional de Pesca, todos dependientes del Ministerio de Economía, Fomento y Reconstrucción.Anteriormente el rol fiscalizador de la actividad pesquera nacional estaba radicado en la División de Protección Pesquera del Servicio Agrícola y Ganadero, la cual fue suprimida con la dictación del Decreto Ley 2442.
Posteriormente y como respuesta a las modificaciones de la Ley General de Pesca y Acuicultura, publicada durante el gobierno del presidente Patricio Aylwin en 1991, a través de la Ley 19079, el organismo debió reestructurarse para hacer frente a los nuevos desafíos ambientales y las exigencias de un comercio internacional dinámico y globalizado.
Su denominación actual, Servicio Nacional de Pesca y Acuicultura, fue otorgada durante el primer gobierno de Sebastián Piñera, mediante la Ley 20597 del 3 de agosto de 2012. Finalmente, el 6 de enero del año 2014 —bajo el mismo gobierno— a través del DFL 1 se estableció una nueva reestructuración del servicio y se definieron las funciones de los deepartamentos y subdirecciones señalados en dicho acto y es esta nueva estructura la que se mantiene hasta la fecha.

## Misión
Los objetivos institucionales estratégicos del servicio son los siguientes:
- Potenciar el modelo de fiscalización integral en la cadena de valor, con foco en los riesgos de mayor impacto en la sustentabilidad de los recursos.
- Controlar eficazmente los riesgos sanitarios y ambientales con impactos sociales y económicos, tomando en cuenta las preocupaciones e intereses de la comunidad.
- Innovar en la gestión institucional con énfasis en las personas, la integración de procesos y las soluciones que demanda el entorno.
- Fortalecer la cooperación y retroalimentación con actores claves en el esfuerzo para la sustentabilidad de la pesca y acuicultura.

## Funcionamiento
Los principales clientes/usuarios del Sernapesca son:
- Armadores y armadoras de embarcaciones artesanales e industriales con sus respectivas tripulaciones.
- Organizaciones de pescadores y pescadoras artesanales con autorización para administrar y explotar áreas de manejo.
- Plantas de elaboración de recursos hidrobiológicos (orientadas especialmente a productos de exportación).
- Centros de cultivo.
- Proveedores y proveedoras de servicios asociados a estas actividades (laboratorios, certificadores, transportes de peces de cultivo, talleres de redes, transportistas, comercializadoras, entre otros).

Además, por la dinámica propia del sector requiere de la coordinación y trabajos conjuntos con un sinnúmero de organizaciones públicas y privadas, tanto nacionales como internacionales y diversos centros de estudios.

## Infraestructura
El Sernapesca posee una estructura de dirección centralizada y una distribución territorial que actualmente abarca 16 direcciones regionales, 45 oficinas provinciales y comunales, incluidas dos oficinas insulares (Isla Rapa Nui y Juan Fernández), más una oficina de coordinación ubicada en Santiago. De la misma manera, cuenta para cumplir con su misión y objetivos estratégicos, con una dotación cercana a 900 personas.
- Región de Arica y Parinacota: dirección regional de Arica.
- Región de Tarapacá: dirección regional de Iquique.
- Región de Antofagasta: dirección regional de Antofagasta, oficina provincial de Tocopilla y oficinas comunales de Mejillones y Taltal.
- Región de Atacama: dirección regional de Caldera y oficinas provinciales de Huasco y Chañaral.
- Región de Coquimbo: dirección regional de Coquimbo y oficinas provinciales de Tongoy y Los Vilos.
- Región de Valparaíso: dirección regional de Valparaíso, oficinas provinciales de San Antonio e Isla de Pascua y oficinas comunales de Quintero y Juan Fernández.
- Región Metropolitana de Santiago: dirección regional de Santiago (en el Aeropuerto Internacional Arturo Merino Benítez) y oficina en el Terminal pesquero de Santiago (comuna de Lo Espejo).
- Región de O'Higgins: dirección regional de Pichilemu y oficina comunal de Navidad.
- Región del Maule: dirección regional de Constitución y oficinas provinciales de Iloca y Pelluhue.
- Región de Ñuble: dirección regional de Chillán.
- Región del Biobío: dirección regional de Talcahuano, oficinas provinciales de Tomé y Lebu, y oficina comunal de Coronel.
- Región de la Araucanía: dirección regional de Temuco y oficina comunal de Queule.
- Región de Los Ríos: dirección regional de Valdivia y oficina comunal de Corral.
- Región de Los Lagos: dirección regional de Puerto Montt, oficina provincial de Castro y oficinas comunales de Osorno, Puerto Montt, Maullín, Calbuco, Ancud, Queilen y Quellón.
- Región de Aysén: dirección regional de Puerto Aysén y oficina comunal de Melinka.
- Región de Magallanes y la Antártica Chilena: dirección regional de Punta Arenas y oficinas provinciales de Puerto Natales, Porvenir y Puerto Williams.

## Organización
El organismo está compuesto de la siguiente manera:
Dirección Nacional
- Departamento de Estudios y Planificación
- Departamento de Auditoría Interna
- Subdirección Nacional
  - Departamento de Teconolgías de Información y Comunicaciones
  - Departamento de Gestión de la Información, Atención a Usuarios y Estadísticas Sectoriales
- Subdirección de Acuicultura
  - Departamento de Gestión de Programas de Fiscalización de la Acuicultura
  - Departamento de Salud Animal
  - Departamento de Gestión Ambiental
- Subdirección de Pesquerías
  - Departamento de Gestión de Programas de Fiscalización de las Pesquerías
  - Departamento de Pesca Industrial
  - Departamento de Pesca Artesanal
- Subdirección de Comercio Exterior
  - Departamento de Gestión de Programas de Fiscalización de Procesamiento y Comercialización
  - Departamento de Regulaciones Comerciales y Sanitarias
- Subdirección Jurídica
  - Departamento Jurídico
- Subdirección Administrativa
  - Departamento Administrativo
  - Departamento de las Personas

## Directores nacionales
| Titular                        | Inicio                   | Final                 | Presidente                 |
| ------------------------------ | ------------------------ | --------------------- | -------------------------- |
| Iván Petrowitsch Fuentes       | 1979                     | 1990                  | Augusto Pinochet Ugarte    |
|                                |                          |                       | Patricio Aylwin Azócar     |
|                                |                          |                       | Eduardo Frei Ruiz-Tagle    |
|                                |                          |                       | Ricardo Lagos Escobar      |
| Inés Montalva Rodríguez        | 17 de marzo de 2006      | 2008                  | Michelle Bachelet Jeria    |
| Félix Inostroza Cortés         | 4 de marzo de 2008       | 28 de febrero de 2011 | Michelle Bachelet Jeria    |
| Félix Inostroza Cortés         | 4 de marzo de 2008       | 28 de febrero de 2011 | Sebastián Piñera Echenique |
| Juan Luis Ansoleaga Bengoechea | 23 de septiembre de 2011 | 2014                  | Sebastián Piñera Echenique |
| José Miguel Burgos             | 17 de julio de 2014      | 18 de abril de 2018   | Michelle Bachelet Jeria    |
| Alicia Gallardo Lagno          | 18 de abril de 2018      | 6 de enero de 2021    | Sebastián Piñera Echenique |
| Jésica Fuentes (s)             | 6 de enero de 2021       | 1 de julio de 2021    | Sebastián Piñera Echenique |
| Claudio Báez Beltrán           | 1 de julio de 2021       | Abril de 2022         | Sebastián Piñera Echenique |
| Fernando Naranjo Gatica (s)    | 2 de mayo de 2022        |                       | Gabriel Boric Font         |
| María Soledad Tapia Almonacid  | 7 de febrero de 2023     | en el cargo           | Gabriel Boric Font         |

## Nota
1. ↑  La División de Protección Pesquera fue una oficina dependiente del Servicio Agrícola y Ganadero (SAG), dependiente a su vez del Ministerio de Agricultura. Como tal, fue la predecesora de Sernapesca, al absorber este último las funciones que desempeñaba dicha división.